# Lepidobatrachus llanensis
Lepidobatrachus llanensis är en groddjursart som beskrevs av Osvaldo Alfredo Reig och José Miguel Cei 1963. Lepidobatrachus llanensis ingår i släktet Lepidobatrachus och familjen Ceratophryidae. IUCN kategoriserar arten globalt som livskraftig. Inga underarter finns listade i Catalogue of Life.